# Championnat d'Amérique du Nord et des Caraïbes féminin de handball
Le Championnat d'Amérique du Nord et des Caraïbes féminin de handball est la compétition officielle pour les équipes nationales féminines de handball d'Amérique du Nord et des Caraïbes et a lieu tous les deux ans.
Le championnat est créé et organisé par la Fédération panaméricaine de handball et sert de qualification pour le Championnat panaméricain. Après la dissolution de la Fédération panaméricaine de handball en 2018 et la création de la Confédération d'Amérique du Nord et des Caraïbes de handball, c'est cette dernière qui est chargée du déroulement de la compétition qui sert désormais de qualification pour le Championnat du monde.

## Palmarès
| Édition | Pays organisateur | Médaille d'or, Amérique du Nord | Médaille d'argent, Amérique du Nord | Médaille de bronze, Amérique du Nord |
| ------- | ----------------- | ------------------------------- | ----------------------------------- | ------------------------------------ |
| 2015    | Porto Rico        | Cuba                            | Mexique                             | États-Unis                           |
| 2017    | Porto Rico        | Porto Rico                      | États-Unis                          | Rép. dominicaine                     |
| 2019    | Mexique           | Cuba                            | Porto Rico                          | Groenland                            |
| 2021    | États-Unis        | Porto Rico                      | Groenland                           | Mexique                              |
| 2023    | Groenland         | Groenland                       | Canada                              | Mexique                              |
| 2025    | Mexique           | Cuba                            | Mexique                             | Canada                               |

### Tableau d'honneur
| Rang  | Équipe nationale | Médaille d'or, Amérique du Nord | Médaille d'argent, Amérique du Nord | Médaille de bronze, Amérique du Nord | Total |
| ----- | ---------------- | ------------------------------- | ----------------------------------- | ------------------------------------ | ----- |
| 1     | Cuba             | 3                               | 0                                   | 0                                    | 3     |
| 2     | Porto Rico       | 2                               | 1                                   | 0                                    | 3     |
| 3     | Groenland        | 1                               | 1                                   | 1                                    | 3     |
| 4     | Mexique          | 0                               | 2                                   | 2                                    | 4     |
| 5     | Canada           | 0                               | 1                                   | 1                                    | 2     |
| 5     | États-Unis       | 0                               | 1                                   | 1                                    | 2     |
| 7     | Rép. dominicaine | 0                               | 0                                   | 1                                    | 1     |
| Total | Total            | 6                               | 6                                   | 6                                    | 18    |

## Bilan par édition
| Équipe nationale | 2015                                 | 2017                                 | 2019                                 | 2021                                 | 2023                                 | 2025                                 | Part. |
| ---------------- | ------------------------------------ | ------------------------------------ | ------------------------------------ | ------------------------------------ | ------------------------------------ | ------------------------------------ | ----- |
| Canada           | -                                    | -                                    | 7e                                   | -                                    | Médaille d'argent, Amérique du Nord  | Médaille de bronze, Amérique du Nord | 3     |
| Cuba             | Médaille d'or, Amérique du Nord      | -                                    | Médaille d'or, Amérique du Nord      | -                                    | 4e                                   | Médaille d'or, Amérique du Nord      | 4     |
| Rép. dominicaine | -                                    | Médaille de bronze, Amérique du Nord | 4e                                   | -                                    | -                                    | -                                    | 2     |
| Groenland        | 4e                                   | 4e                                   | Médaille de bronze, Amérique du Nord | Médaille d'argent, Amérique du Nord  | Médaille d'or, Amérique du Nord      | -                                    | 5     |
| Martinique (en)  | 6e                                   | -                                    | -                                    | -                                    | -                                    | -                                    | 1     |
| Mexique          | Médaille d'argent, Amérique du Nord  | -                                    | 6e                                   | Médaille de bronze, Amérique du Nord | Médaille de bronze, Amérique du Nord | Médaille d'argent, Amérique du Nord  | 5     |
| Porto Rico       | 5e                                   | Médaille d'or, Amérique du Nord      | Médaille d'argent, Amérique du Nord  | Médaille d'or, Amérique du Nord      | -                                    | 5e                                   | 5     |
| États-Unis       | Médaille de bronze, Amérique du Nord | Médaille d'argent, Amérique du Nord  | 5e                                   | 4e                                   | 5e                                   | 4e                                   | 6     |
| Total            | 6                                    | 4                                    | 7                                    | 4                                    | 5                                    | 5                                    |       |